# Ransberg
Ransberg är kyrkby i Ransbergs socken i Tibro kommun i Västergötland. Orten ligger söder om Örlen någon kilometer väster om Fagersanna.
I byn ligger Ransbergs kyrka.
Ransbergs IK var verksamma i fotboll fram tills 1998. Idrottsplatsen heter natursköna Hönsa IP.